# 千葉県立京葉高等学校
千葉県立京葉高等学校（ちばけんりつ けいようこうとうがっこう）は、千葉県市原市島野にある公立高等学校。

## 設置学科
- 普通科

## 沿革

### 千葉県市原高等学校時代（前史）
- 1952年（昭和27年2月22日 - 千葉県市原第一高等学校定時制（昼間）課程八幡分校の設置を市原郡町村会が決議
  - 4月1日 - 千葉県市原第一高等学校定時制（昼間）課程八幡分校の設置認可。生徒定員学年40名
  - 4月8日 - 開校式並に入校式を挙行。校舎は市原郡市原町。八幡27の旧南総中学校を使用
- 1957年（昭和32年）10月5日 - 創立5周年記念式典並に校舎増改築落成式を挙行
  - 4月1日 - 校名変更により、千葉県立市原高等学校定時制八幡分校に改称
- 1962年（昭和37年）4月1日 - 全日制課程普通科（生徒定員、学生50名）を設置し、千葉県立市原高等学校八幡校舎に改称
- 1964年（昭和39年）3月31日 - 八幡校舎の定時制課程を廃止
  - 4月1日 - 生徒定員学年150名、校舎を市原市島野222に移転
  - 9月30日 - 新校舎（鉄筋3階建）建設の地鎮祭を挙行
- 1965年（昭和40年）3月30日 - 千葉県立市原高等学校八幡校舎を廃止

### 千葉県立京葉高等学校
- 1965年（昭和40年）3月31日 - 校舎（管理、特別教育棟）完成
  - 4月1日 - 千葉県立京葉高等学校の設立認可。八幡校舎の第2・第3学年を本校第2・第3学年とする
  - 4月28日 - 創立記念式典挙行[1]
- 1966年（昭和41年）9月10日 - 屋内運動場（体育館）完成
- 1967年（昭和42年）6月10日 - 校舎（普通教室棟）完成
- 1968年（昭和43年)8月31日 - ガスボンベ室完成
  - 8月31日 - 校舎完成
- 1969年（昭和44年）3月31日 - 武道館、プール完成
  - 9月12日 - プール及びプール機械室完成
- 1971年（昭和46年）3月31日 - 校地拡張 (4224m2)
- 1972年（昭和47年）9月1日 - 陸上競技場完成（1周200m）
  - 9月30日 - グラウンド整備、公認サッカー場完成
- 1973年（昭和48年）10月15日 - 第28回千葉若潮国体サッカー会場となる
- 1974年（昭和49年）1月24日 - 全入クラブ、県指定校として研究発表
  - 11月2日 - 創立10周年記念式典挙行
- 1976年（昭和51年）10月 - 防水補修（全棟）
  - 12月 - 防球ネット完成
- 1987年（昭和62年）3月 - 第1棟校舎増築516m2
  - 3月20日 - キュウピクル (264m2) 完成
  - 3月26日 - ポンプ室 (22.7m2) 完成
  - 3月31日 - 衛生装置（浄化槽）完成
  - 3月 - 第1棟校舎増築516m2
- 1988年（昭和63年）3月 - 体育館照明設備改修
  - 3月18日 - 体育倉庫兼部室完成
  - 9月30日 - 校舎（第2棟）大規模改修完了
- 1989年（平成元年）3月 - 屋内運動場付属施設完成
  - 3月 - 体育倉庫兼部室完成一
  - 3月23日 - 屋内運動場付属施設、体育倉庫兼部室完成
  - 9月30日 - 校舎（第1棟）大規模改修完了
  - 12月28日 - 校舎（第3棟）大規模改修完了
- 1992年（平成4年）3月31日 - 格技場大規模改修完了
  - 7月27日 - セミナーハウス（啓明館）完成
- 1995年（平成7年）2月28日 - 体育館大規模改修完了
- 1996年（平成8年）3月18日 - 通用門完成
- 2001年（平成13年）3月30日 - 弓道場完成
  - 10月31日 - 校舎（第1棟）大規模改造完了
- 2006年（平成18年）4月1日 - 数学の授業に習熟度別授業導入・五井駅より朝と夕方に学校までの直行バス導入・スクールカウンセラー配置
- 2008年（平成20年）4月1日 - 制服が変更された。

## 教育方針
1. 自主独立の精神を培い
2. 遵法の精神に徹せしめ
3. 他を尊重する生徒とする

具体的には、基本的生活習慣の確立、生きる力を育成する教育の充実、生徒の個性・能力・関心等の実体に即した学習指導の充実、教育環境の整備と校内研修の推進、部活動の活発化、同和教育の推進を努力目標に掲げ、学業、学校行事、部活動にと生徒の積極的な参加による活気のある学校づくりを目指している。

## アクセス
- 五井駅から徒歩25分、自転車で約15分。

## 著名な出身者
- 荒木淳一 - 画家
- 渡辺敦子 - プリンセス・プリンセス
- 根本はるみ - グラビアアイドル
- はやて - プロレスラー